# Élections législatives de 2002 en Loir-et-Cher
Les élections législatives françaises de 2002 se déroulent les 9 et 16 juin 2002. Dans le département de Loir-et-Cher, trois députés sont à élire dans le cadre de trois circonscriptions.

## Élus
| Circonscription | Député sortant                       | Parti | Parti    | Député élu ou réélu    | Parti | Parti |
| --------------- | ------------------------------------ | ----- | -------- | ---------------------- | ----- | ----- |
| 1re             | Michel Fromet suppléant de Jack Lang |       | PS       | Nicolas Perruchot      |       | UDF   |
| 2e              | Patrice Martin-Lalande               |       | RPR      | Patrice Martin-Lalande |       | UMP   |
| 3e              | Maurice Leroy                        |       | UDF (FD) | Maurice Leroy          |       | UDF   |

## Résultats

### Résultats à l'échelle du département
| Parti                                            | Parti                               | Premier tour | Premier tour | Second tour | Second tour | Sièges |
| Parti                                            | Parti                               | Voix         | %            | Voix        | %           | Sièges |
| ------------------------------------------------ | ----------------------------------- | ------------ | ------------ | ----------- | ----------- | ------ |
|                                                  | Union pour la démocratie française  | 44 296       | 29,12        | 26 237      | 26,52       | 2      |
|                                                  | Union pour un mouvement populaire   | 21 783       | 14,32        | 26 767      | 27,05       | 1      |
|                                                  | Mouvement pour la France            | 1 782        | 1,17         |             |             | 0      |
|                                                  | Majorité présidentielle             | 67 861       | 44,61        | 53 004      | 53,57       | 3      |
|                                                  |                                     |              |              |             |             |        |
|                                                  | Parti socialiste                    | 44 146       | 29,02        | 45 940      | 46,43       | 0      |
|                                                  | Parti communiste français           | 6 060        | 3,98         |             |             | 0      |
|                                                  | Les Verts                           | 3 293        | 2,16         | 0           |             |        |
|                                                  | Pôle républicain                    | 1 520        | 1,00         | 0           |             |        |
|                                                  | Gauche parlementaire                | 55 019       | 36,16        | 45 940      | 46,43       | 0      |
|                                                  |                                     |              |              |             |             |        |
|                                                  | Front national                      | 18 511       | 12,17        |             |             | 0      |
|                                                  | Extrême gauche dont LCR et LO       | 4 204        | 2,76         | 0           |             |        |
|                                                  | Chasse, pêche, nature et traditions | 3 102        | 2,04         | 0           |             |        |
|                                                  | Extrême droite dont MNR             | 2 199        | 1,45         | 0           |             |        |
|                                                  | Mouvement écologiste indépendant    | 1 173        | 0,77         | 0           |             |        |
|                                                  | Divers                              | 65           | 0,04         | 0           |             |        |
|                                                  |                                     |              |              |             |             |        |
| Inscrits                                         | Inscrits                            | 233 102      | 100,00       | 163 729     | 100,00      | 3      |
| Abstentions                                      | Abstentions                         | 77 533       | 33,26        | 60 865      | 37,17       |        |
| Votants                                          | Votants                             | 155 569      | 66,74        | 102 864     | 62,83       |        |
| Blancs et nuls                                   | Blancs et nuls                      | 3 435        | 2,21         | 3 920       | 3,81        |        |
| Exprimés                                         | Exprimés                            | 152 134      | 97,79        | 98 944      | 96,19       |        |
| Source : Ministère de l'Intérieur - Loir-et-Cher |                                     |              |              |             |             |        |

### Résultats par circonscription

#### Première circonscription (Blois)
| Candidat       | Candidat                 | Parti            | Premier tour | Premier tour | Second tour | Second tour |  |
| Candidat       | Candidat                 | Parti            | Voix         | %            | Voix        | %           |  |
| -------------- | ------------------------ | ---------------- | ------------ | ------------ | ----------- | ----------- |  |
|                | Nicolas Perruchot élu    | UDF              | 21 134       | 38,03        | 26 237      | 50,6        |  |
|                | Michel Fromet sortant    | PS               | 18 536       | 33,35        | 25 616      | 49,4        |  |
|                | Miguel de Peyrecave      | FN               | 7 411        | 13,33        |             |             |  |
|                | Nicole Combredet         | Les Verts        | 1 728        | 3,11         |             |             |  |
|                | Jean-Louis Le Moing      | PCF              | 1 555        | 2,8          |             |             |  |
|                | Isabelle Poulain         | CPNT             | 950          | 1,71         |             |             |  |
|                | Elsa Petit-Hassan        | LCR              | 922          | 1,66         |             |             |  |
|                | Béatrice Bontron         | Pôle républicain | 831          | 1,5          |             |             |  |
|                | Virginie Lacaille        | MPF              | 825          | 1,48         |             |             |  |
|                | Maryline Kergreis        | LO               | 695          | 1,25         |             |             |  |
|                | Philippe Klein           | MÉI              | 565          | 1,02         |             |             |  |
|                | Maryline Hariti- Corbeau | MNR              | 424          | 0,76         |             |             |  |
|                |                          |                  |              |              |             |             |  |
| Inscrits       | Inscrits                 | Inscrits         | 86 801       | 100,00       | 86 801      | 100,00      |  |
| Abstentions    | Abstentions              | Abstentions      | 30 047       | 34,62        | 32 809      | 37,8        |  |
| Votants        | Votants                  | Votants          | 56 754       | 65,38        | 53 992      | 62,2        |  |
| Blancs et nuls | Blancs et nuls           | Blancs et nuls   | 1 178        | 2,08         | 2 139       | 3,96        |  |
| Exprimés       | Exprimés                 | Exprimés         | 55 576       | 97,92        | 51 853      | 96,04       |  |

#### Deuxième circonscription (Romorantin-Lanthenay)
| Candidat       | Candidat                             | Parti            | Premier tour | Premier tour | Second tour | Second tour |  |
| Candidat       | Candidat                             | Parti            | Voix         | %            | Voix        | %           |  |
| -------------- | ------------------------------------ | ---------------- | ------------ | ------------ | ----------- | ----------- |  |
|                | Patrice Martin-Lalande sortant réélu | UMP              | 21 783       | 42,9         | 26 767      | 56,84       |  |
|                | Jeanny Lorgeoux                      | PS               | 16 224       | 31,95        | 20 324      | 43,16       |  |
|                | Paul Pelletier                       | FN               | 6 117        | 12,05        |             |             |  |
|                | Yvon Chéry                           | PCF              | 1 981        | 3,9          |             |             |  |
|                | Pierre Moreau                        | CPNT             | 1 301        | 2,56         |             |             |  |
|                | Sylvie Grahouielle                   | Extrême droite   | 872          | 1,72         |             |             |  |
|                | Pierre Bienvenu                      | LO               | 774          | 1,52         |             |             |  |
|                | Étienne Bourgeois                    | MÉI              | 608          | 1,2          |             |             |  |
|                | Guy Lemêle                           | Pôle républicain | 395          | 0,78         |             |             |  |
|                | Philippe Le Nagat                    | MNR              | 371          | 0,73         |             |             |  |
|                | Guillaume de Ferron                  | MPF              | 283          | 0,56         |             |             |  |
|                | Daniel Watrin                        | Divers           | 65           | 0,13         |             |             |  |
|                |                                      |                  |              |              |             |             |  |
| Inscrits       | Inscrits                             | Inscrits         | 76 928       | 100,00       | 76 928      | 100,00      |  |
| Abstentions    | Abstentions                          | Abstentions      | 25 098       | 32,63        | 28 056      | 36,47       |  |
| Votants        | Votants                              | Votants          | 51 830       | 67,37        | 48 872      | 63,53       |  |
| Blancs et nuls | Blancs et nuls                       | Blancs et nuls   | 1 056        | 2,04         | 1 781       | 3,64        |  |
| Exprimés       | Exprimés                             | Exprimés         | 50 774       | 97,96        | 47 091      | 96,36       |  |

#### Troisième circonscription (Vendôme)
|                | Maurice Leroy sortant réélu | UDF (UMP)        | 23 162 | 50,59  |  |  |  |
|                | Béatrice Arruga             | PS               | 9 386  | 20,5   |  |  |  |
|                | Hélène Mazur                | FN               | 4 983  | 10,88  |  |  |  |
|                | Patrick Callu               | PCF              | 2 524  | 5,51   |  |  |  |
|                | Dominique Hermelin          | Les Verts        | 1 565  | 2,19   |  |  |  |
|                | Fabien Poidevin             | LCR              | 1 004  | 2,19   |  |  |  |
|                | Christel Malard             | CPNT             | 851    | 1,86   |  |  |  |
|                | Alain Lombard               | LO               | 809    | 1,77   |  |  |  |
|                | Christine Spitz             | MPF              | 674    | 1,47   |  |  |  |
|                | Nicole Pichot               | MNR              | 532    | 1,16   |  |  |  |
|                | Harold Grenier              | Pôle républicain | 294    | 0,64   |  |  |  |
|                | Frédéric Ginisty            | Divers           | 0      | 0      |  |  |  |
|                |                             |                  |        |        |  |  |  |
| Inscrits       | Inscrits                    | Inscrits         | 69 373 | 100,00 |  |  |  |
| Abstentions    | Abstentions                 | Abstentions      | 22 388 | 32,27  |  |  |  |
| Votants        | Votants                     | Votants          | 46 985 | 67,73  |  |  |  |
| Blancs et nuls | Blancs et nuls              | Blancs et nuls   | 1 201  | 2,56   |  |  |  |
| Exprimés       | Exprimés                    | Exprimés         | 45 784 | 97,44  |  |  |  |